# Düsterloh (Adelsgeschlecht)

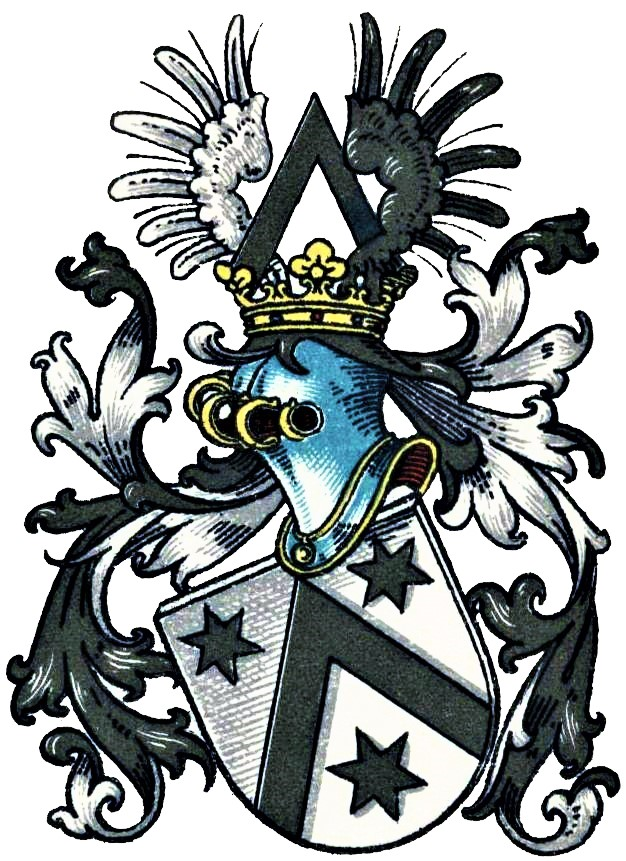
Stammwappen derer von Düsterloh im Wappenbuch des Westfälischen Adels

Düsterloh (auch: Düsterlo, Düsterloe, Düsterlohe, Düsterlho o. ä.; russisch Дистерло) ist der Name eines ursprünglich westfälischen Adelsgeschlechts, das auch in das Baltikum und nach Schlesien kam.

## Geschichte
Das Geschlecht wohnte ursprünglich bei Schwelm in der Grafschaft Mark. Im Rheinland gehörte ihnen Strunden im Kreis Mülheim (urkundl. 1596). Mit Tönnies von Düsterloh kam eine Linie der Familie ein Jahrzehnt vor Säkularisation des Deutschen Ordens in das Baltikum. Tönnies von Düsterloh heiratete dort Margarethe von Bussen-Schulte und kam dadurch an das Gut Merzendorf. Sein Sohn Philipp kam ferner in den Besitz von Schillen, Pillwel und Schmadrak. Philipps Sohn George von Düsterloh, der noch 1620 wegen ungenügenden Adelsbeweises von der kurländischen Ritterbank abgewiesen worden war, wurde 1634 sub Klasse II Nr. 102 in der Kurländischen Adelsmatrikel verzeichnet. Mit den Söhnen des George Christoph von Düsterloh (1709–1792) teilte sich die kurländische Linie in drei Zweige:
- George-Ludwig von Düsterloh begründete einen Zweig in Litauen.
- Christoph Philipp von Düsterloh begründete einen russisch-orthodoxen Zweig im inneren Russland.
- Ferdinand Stephan von Düsterloh (1738–1809), Erbherr auf Poniemon, setzte den Zweig in Kurland fort. Seine Söhne waren Alexander von Düsterloh zu Groß Sussey und Peter von Düsterloh. Der jüngere Sohn des Letzteren, Eugen von Düsterloh (1831–1886), Herr auf Daiben gründete den in Livland 1864 sub Nr. 386 (416) immatrikulierten Zweig.

Den Freiherrentitel gemäß Senatsukase vom 18. Mai 1834 und 3. April 1862 erhielt die Familie durch besonderen Ukas eines Senats des Heroldie-Departments zu St. Petersburg vom 21. September 1853.
Mehrere Mitglieder dieser baltischen Linie dienten auch als Offiziere in der kaiserlich-russischen Armee und der königlich-preußischen Armee. Ein Hauptmann von Düsterloh des Regiments „Falkenhayn“ erhielt am 3. September 1769 ein Inkolats-Diplom, sich in Schlesien niederzulassen, wo die Familie noch 1818 den Ort Ober Streit im Kreis Striegau besaß.
In Westfalen kam die Familie noch 1444 vor. Die kurländische Linie blüht fort.

## Persönlichkeiten
- Rudolf von Düsterlohe, Ehrenbürger von Bad Kissingen 1890
- Gerhard von Düsterlho (1910–1973), deutscher Ruderer und Arzt
- Elisabeth Motschmann, geb. Baronesse von Düsterlohe (* 1952), Mitglied des Deutschen Bundestages
- Nikolai Alexandrowitsch von Düsterlohe (1871–1919), russischer Generalleutnant[6]
- Roman Alexandrovich Düsterlohe (1859–1919), russischer Staatssekretär des Staatsrates, Literaturkritiker[7]
- Sergej Alexandrowitsch von Düsterlohe (1872–1918), russischer Generalmajor[8]
- Balduin Baron von Düsterlohe (1869–1937), lettischer Justizminister[9]
- Georg Christoph von Düsterlohe (1709–1792), Oberjägermeister im Großfürstentum Litauen, Präses des Litauischen Evangelischen Konsistoriums[10]

## Wappen
Blasonierung im Wappenbuch des Westfälischen Adels: In Silber ein schwarzer Sparren, begleitet von drei (2:1) schwarzen Sternen. Auf dem gekrönten Helm ein offener Flug, der rechte Flügel silbern, der linke schwarz, dazwischen der Sparren. Die Helmdecken sind schwarz-silbern.
Ein Zweig der Familie führte nach kaiserlich-russischer Genehmigung von 1862 die Französische Baronskrone mit zwei Helmen, auf denen jeweils ein silberner Flügel mit schwarzem Halbsparren. Über der Krone ein Stern.

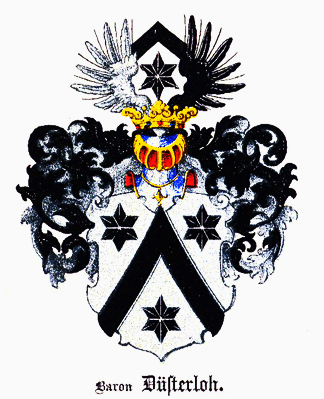
Wappen derer von Düsterloh im Baltischen Wappenbuch
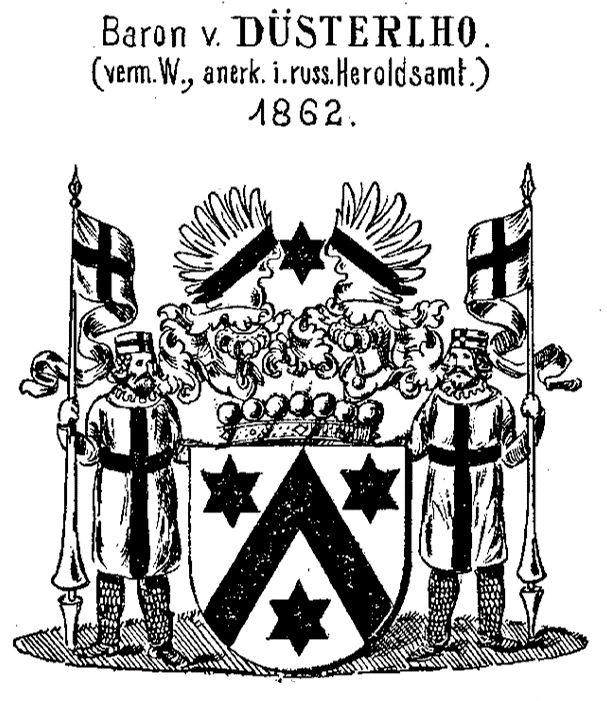
Vermehrtes Wappen der Barone von Düsterlho von 1862